# ۹۶۶ (خورشیدی)
۹۶۶ نهصد و شصت و ششمین سال هجری خورشیدی است.

## رویدادها
- برکناری شاه محمد خدابنده صفوی به دست سران قزلباش و پسرش و آغاز پادشاهی شاه عباس یکم صفوی.